# Wild Strawberry (テレビドラマ)
『Wild Strawberry』（ワイルドストロベリー）は、テレ朝チャンネルで、2008年4月3日から2008年8月まで放送されていたテレビドラマである。

## あらすじ
渋谷でファッション雑貨店を開くのが夢だったタケシは、ハヤトと彼の後輩・チアキを巻き込んでファッション雑貨店｢Wild Strawberry｣を立ち上げる。

## キャスト
- タケシ：関智一
- ハヤト：中河内雅貴
- チアキ：相葉弘樹
- ミサオ：真山奈緒

第1話ゲスト
- 柳沢なな
- あじゃ
- 岩見よしまさ（飛石連休）

第2話ゲスト
- 河合龍之介
- 内山眞人
- 石井めぐる
- やまだまいこ（Z団）
- 星野卓也
- 与座嘉秋（ホームチーム）

第3話ゲスト
- 松嶋初音
- こんのあい
- 檜山豊（ホームチーム）

第4話ゲスト
- 松田悟志
- 泉政行
- 篠谷聖

第5話ゲスト
- あいか
- 迫田友香
- スベトラーナ秀麗

## サブタイトル
1. KY（2008年4月放送）
2. 哀愁（2008年5月放送）
3. ティッシュ（2008年6月放送）
4. 突然の訪問者（2008年7月放送）
5. ホワイト イン ホワイト イン サイパン（2008年8月放送）

## スタッフ
- 企画：藪考樹、杉村全陽
- プロデューサー：川端基夫、松村俊輔、吉田勝文、斉田智也
- 監督・原案：松村清秀
- 脚本・ホーム・チーム
- 製作：ワイルドストロベリー製作委員会
- 制作：エバーグリーンプロジェクト

## 主題歌

### オープニングテーマ
- 「サイクロン」

歌：12012
作詞：宮脇渉
作曲：酒井洋明
編曲：12012
（ユニバーサルミュージック）

### エンディングテーマ
- 「LOVERS」

歌：12012
作詞：宮脇渉
作曲：塩谷朋之
編曲：12012
（ユニバーサルミュージック）